# Орнето (Ла Специја)
Орнето је насеље у Италији у округу Ла Специја, региону Лигурија.
Према процени из 2011. у насељу је живело 5 становника. Насеље се налази на надморској висини од 749 м.